# Indices d'aridité

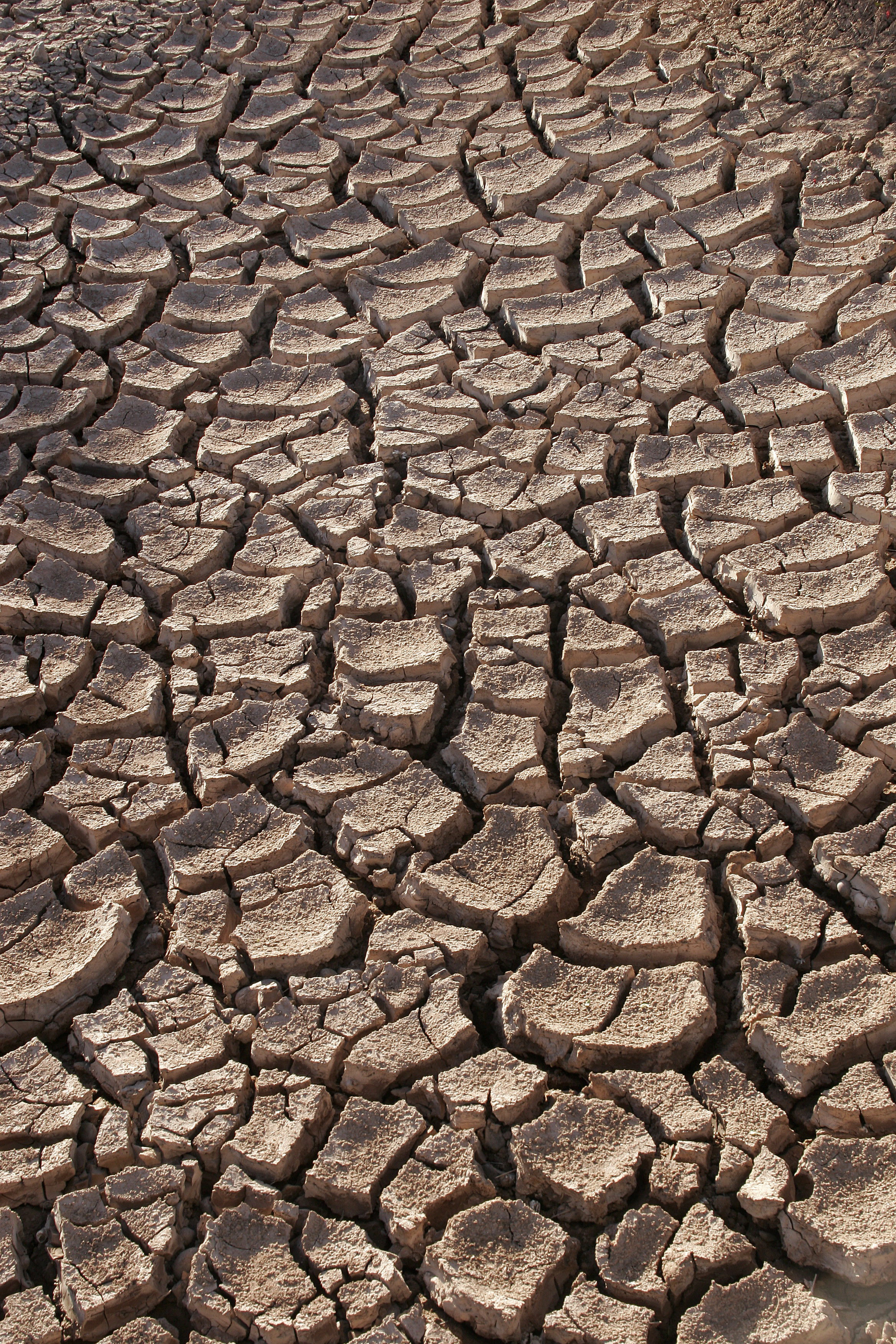
Terre asséchée présentant des fentes de dessiccation (Désert de Sonora, Mexique).

Un indice d'aridité (IA) est un indicateur numérique du degré de sécheresse du climat à un endroit donné. Un certain nombre d'indices aridité ont été proposés (voir ci-dessous); ces indicateurs permettent d'identifier, de localiser ou de délimiter les régions qui souffrent d'un déficit d'eau disponible, une condition qui peut affecter gravement l'efficacité de l'utilisation des terres pour des activités telles que l'agriculture ou l'élevage.

## Historique et indices
Au tournant du XXe siècle, Wladimir Köppen et Rudolf Geiger ont développé le concept d'une classification de climat où les régions arides ont été définis comme celles où l'accumulation pluviométrique annuelle est (en centimètres) à moins de {\displaystyle R/2}, où:
- {\displaystyle R=2\times T} si les précipitations se produit principalement dans la saison froide,
- {\displaystyle R=2\times T+14} si la pluie est répartie uniformément tout au long de l'année, et
- {\displaystyle R=2\times T+28} si les précipitations se produisent principalement pendant la saison chaude.

où {\displaystyle T} est la moyenne annuelle de la température en degrés Celsius.
Ce fut l'une des premières tentatives de définition d'un indice d'aridité, qui reflète les effets du régime thermique et la quantité et la répartition des précipitations, et qui détermine la végétation possible dans une zone. Elle reconnaît l'importance de la température, en autorisant pour des endroits plus froids tels que le nord du Canada d'être considérés comme zone humide, avec le même niveau de précipitations que certaines zones tropicales désertiques, en raison de la baisse de l'évapotranspiration potentielle dans des endroits plus froids. Dans les régions subtropicales, l'allocation de répartition des précipitations entre les saisons chaude et froide reconnaît que les pluies d'hiver sont plus efficace pour la croissance des plantes qui peuvent fleurir en hiver et en période de dormance en été que la même quantité de pluies d'été au cours d'une saison chaude à brulante. Donc un endroit comme Athènes en Grèce, pour laquelle la plupart de ses précipitations se font en hiver, peut être considéré comme ayant un climat humide (comme attesté dans les feuillages luxuriants) avec à peu près la même quantité de précipitations qui provoque des conditions semi-désertiques dans le Midland, au Texas, où les précipitations se produisent en grande partie pendant l'été. 
En 1948, C. W. Thornthwaite proposé un IA défini comme suit:
{\displaystyle AI_{T}=100\times {\frac {d}{n}}}
où le déficit en eau {\displaystyle d} est calculée comme la somme mensuelle des différences entre les précipitations et l'évapotranspiration potentielle pour les mois où la normale des précipitations est inférieure à la normale de l'évapotranspiration; et où {\displaystyle n} représente la somme des valeurs mensuelles de l'évapotranspiration potentielle pour les mois déficients (après Huschke, 1959). Cette IA a été utilisé plus tard par Meigs (1961) pour délimiter les zones arides du monde dans le cadre du programme de recherche de l'UNESCO, Arid Zone Research.
Dans le cadre des préparatifs menant à la Convention des Nations unies sur la lutte contre la désertification (UNCOD), le Programme des Nations unies pour l'environnement (UNEP) a publié une carte des sécheresses fondée sur un indice d'aridité, proposé à l'origine par Mikhaïl Ivanovitch Budyko (1958) et défini comme suit:
{\displaystyle AI_{B}=100\times {\frac {R}{LP}}}
où {\displaystyle R} est la moyenne annuelle de rayonnement net (également connu sous le terme de balance de rayonnement ), {\displaystyle P} est la moyenne des précipitations annuelles, et {\displaystyle L} est la chaleur latente de vaporisation de l'eau. Notez que cet index est sans dimension et que les variables {\displaystyle R}, {\displaystyle L} et {\displaystyle P} peuvent être exprimées dans un système d'unités cohérent.
Plus récemment, le PNUE a adopté pourtant, un autre indice d'aridité, défini comme suit:
{\displaystyle AI_{U}={\frac {P}{PET}}}

où {\displaystyle PET} est l'évapotranspiration potentielle et {\displaystyle P} est la moyenne annuelle des précipitations (PNUE, 1992). Ici aussi, {\displaystyle PET} et {\displaystyle P} doivent être exprimées dans la même unité, par exemple, en millimètres. Dans ce dernier cas, les limites qui définissent les divers degrés de l'aridité et de la durée approximative de domaines concernés sont les suivants:
| Classification    | Indice d'aridité | La superficie terrestre mondiale |
| ----------------- | ---------------- | -------------------------------- |
| Hyperaride        | AI < 0,05        | 7,5 %                            |
| Aride             | 0,05 < IA < 0,20 | 12,1 %                           |
| Semi-arides       | 0,20 < IA < 0,50 | De 17,7 %                        |
| Subhumides sèches | 0,50 < IA < 0,65 | De 9,9 %                         |